# Elastan
Spandex eller elastan er en polyurethan-fiber som har den egenskab, at den er meget elastisk. Den anvendes ofte i tekstilvarer, ofte i stof til undertøj, badedragter og strømper.
I Europa kendes fiberen som "elastan", mens i Nordamerika bruges "spandex", med trivialnavnene lycra, elaspan og dorlastan bruges i resten af verden.